# 46ª Brigata aerea "Silvio Angelucci"
La 46ª Brigata Aerea "Silvio Angelucci" è un reparto dell'Aeronautica Militare dislocato sull'aeroporto di Pisa-San Giusto. Ha origine dal 46º Stormo da bombardamento terrestre e la sua bandiera di guerra è la più decorata tra tutti i reparti di volo dell'Aeronautica Militare.
I suoi compiti oggi sono il trasporto tattico, il trasporto materiali, mezzi ed equipaggiamenti, il trasporto sanitario d'urgenza, il trasporto organi per trapianto, l'aerosgombero sanitario e il supporto alla Protezione civile sia sul territorio nazionale che all'estero. Dal 1956, è l'unico reparto dell'Aeronautica Militare a occuparsi di tali compiti.

## Storia
Nato il 15 febbraio del 1940 come 46º Stormo da bombardamento terrestre della Regia Aeronautica, dotato degli sperimentati trimotori Savoia-Marchetti S.M.79 e basato presso l'aeroporto Arturo Dall'Oro di Pisa, al 10 giugno successivo era comandata dal Col. pilota Umberto Nannini con il 104º Gruppo del Ten. Col. Giorgio Porta sui Savoia-Marchetti S.M.79 con la 252ª Squadriglia (8 SM 79) e 253ª Squadriglia (7 SM 79) ed il 105º Gruppo del Mag. Galeazzo Ciano/Magg. Remo Cadringher con la 254ª Squadriglia (8 SM 79) e 255ª Squadriglia (7 SM 79) inquadrata nella 5ª Divisione Bombardamento Terrestre "Eolo" del Gen. B.A. Augusto Bonola di Viterbo della 3ª Squadra aerea.
Nella notte del 21-22 giugno, 6-10 bombardieri Savoia-Marchetti S.M.79 del 104º Gruppo attaccano Marsiglia in due ondate successive. La contraerea francese reagì senza successo e i caccia Dewoitine D.520 dell'Armée de l'Air non riuscirono a fermare gli aerei italiani.
Quella notte, 4.200 chili di bombe si abbatterono sulla città, facendo 143-144 vittime civili e 136 feriti (Bombardamento italiano di Marsiglia).
A fine Luglio il 105º Gruppo fu rischierato presso l'aeroporto di Catania-Gerbini per partecipare alle operazioni di bombardamento dell'isola di Malta.
Il 4 novembre il 46º Stormo si trasferì sull'aeroporto di Tirana, in Albania, in vista dello scoppio delle ostilità con la Grecia, al termine delle quali, nel maggio 1941 si rischierò da Tirana a Bari, in Puglia. Il reparto viene convertito all'aerosiluramento nel maggio 1942 e partecipa a tutti gli eventi bellici della seconda guerra mondiale sino all'8 settembre del 1943. 
L'11 agosto 1942 il 105º Gruppo divenne Autonomo trasferendosi sull'aeroporto di Decimomannu. Il reparto partecipò alla battaglia di mezzo agosto, e al successivo contrasto agli sbarchi anglo-americani in Algeria e Marocco.
Lo stormo fu decorato di Medaglia d'oro al valore militare. Il 46° pagò un tributo altissimo contando più di 110 caduti nel conflitto. Tra questi il S.Ten.Alessandro Caselli (MOVM) ed il Mar.marconista Attilo Grassini (MAVM) nella campagna di Grecia e nei cieli del Mediterraneo il Cap. Lidio Urbano Mancini (MOVM), i Ten. Silvio Angelucci (MOVM) e Mario Ingrellini (MOVM) ed il Serg.Magg.pilota Giorgio Compiani (MOVM).
Dopo l'armistizio dell'8 settembre 1943 le unità rimaste efficienti in parte si sciolsero e solo una squadriglia, la 253ª, riuscì a ripiegare nella ricostituita Aeronautica Cobelligerante, prima in Sardegna e poi all'Aeroporto di Lecce-Galatina.

### Lo stormo trasporti
L'attuale 46ª Brigata Aerea prende origine dallo Stormo Trasporti schierato dal 1948 sull'aeroporto di Roma-Centocelle, formato inizialmente dal solo 2º Gruppo (102ª Squadriglia, già Squadriglia P e 103ª Squadriglia, già Squadriglia da osservazione aerea) ed in seguito dal 98º Gruppo (ricostituitosi nel 1944 con le Squadriglie 240ª e 241ª Squadriglia). Nel 1949 prenderà la denominazione di 46º Stormo dotato di Beechcraft 18, definendo in quella data il glorioso stemma del Lupo e della costellazione della Lyra con la sua stella più luminosa la Vega, stemma che tuttora viene sfoggiato con orgoglio, sul petto dei suoi equipaggi e sulle derive dei suoi velivoli, nei cieli di tutto il mondo.
Nel 1953 lo Stormo inizia il trasferimento da Centocelle a Pisa, iniziando a ricevere i nuovi C-119, i famosi Vagoni Volanti. Sarà con questi velivoli che verranno scritte alcune delle pagine più gloriose ma anche più dolorose dell'Aeronautica Militare.

### La 46ª Brigata Aerea
Dal 1954 lo Stormo si trasforma in 46ª Aerobrigata Trasporti Medi, e dal 1956 (crisi di Suez) la Brigata inizierà la sua incessante opera di ponti aerei che ancora oggi continua nei cieli di tutto il mondo.
Con l'epopea dei C-119 l'Aerobrigata viene chiamata ad operare in tutti i contesti nazionali ed internazionali (sia squisitamente militari che di soccorso alle popolazioni) con totale pieno apprezzamento per l'alta professionalità dimostrata.

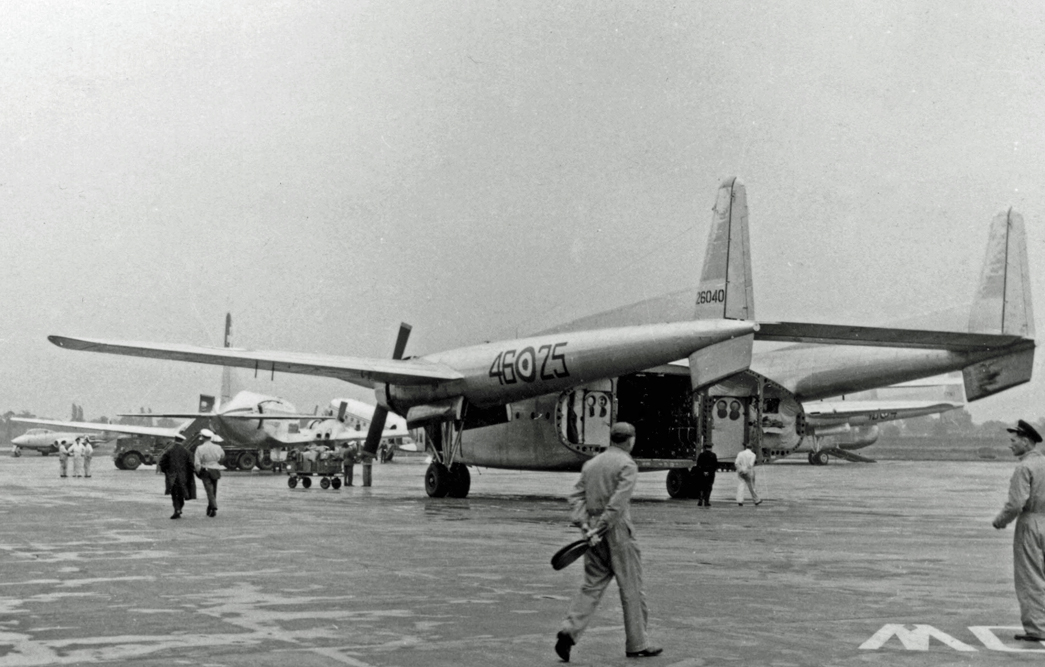
Fairchild C-119 della 46ª nel 1954

Sarà grazie a questi risultati che verranno chiamati ad operare per conto dell'ONU in Congo. Questo lungo periodo si dimostrerà duro e difficile e anche particolarmente doloroso. Dalla data di inizio dell'"Operazione Congo"  22 agosto 1960 al 19 giugno 1962 questi uomini con i loro velivoli avevano trasportato in condizioni operativamente difficili e rischiose truppe e materiali perdendo ben 21 uomini, e tre velivoli del 2º Gruppo volo.
Fu proprio durante questa operazione che avvenne l'efferato Eccidio di Kindu il cui ricordo è gelosamente custodito non solo nelle memorie del personale del reparto, ma nel Sacrario eretto grazie al contributo volontario dei cittadini italiani organizzato dalla RAI, nel viale di accesso alla Base aerea di Pisa.
Con l'intenso utilizzo dei velivoli i Fairchild C-119 incominciavano a risentire della loro età. Si sente la necessità di aumentare l'organico di uomini e di mezzi ed è così che rinasce nel gennaio del 1964 il 50º Gruppo con 25 C-119J, ex USAF.
Negli anni successivi le attività prettamente militari e di soccorso si alterneranno senza soluzione di continuità con i "Vagoni Volanti" portando gradatamente un naturale invecchiamento che si concretizzerà con l'acquisto dei nuovi velivoli da trasporto medi C130H che dal 1972 verranno assegnati al 50º Gruppo.
Viene intanto ridenominata 46ª Aerobrigata Trasporti il 9 maggio 1972. 
Dal 1977 si pensa a sostituire anche i restanti C-119 rimasti al 2º ed al 98º Gruppo e la scelta cadrà su un velivolo da trasporto tattico di costruzione nazionale il G.222.
.

Un Lockheed C-130H all'aeroporto di Pisa-San Giusto nel 1984

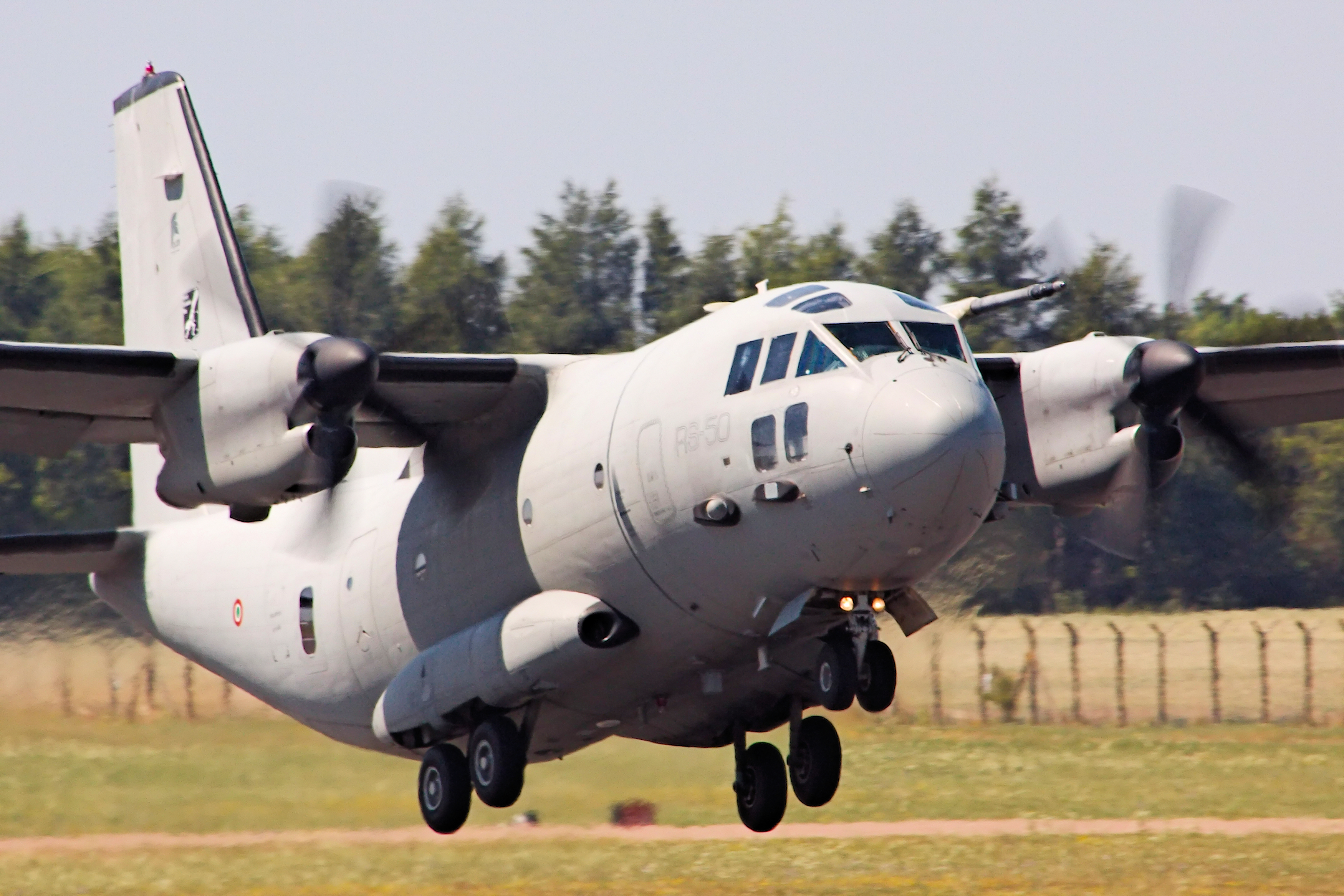
Uno dei nuovi Alenia C-27J Spartan

Con il 1978 ha quindi inizio una fase di completa ristrutturazione delle linee di volo e degli equipaggi. Le attività crescono in modo esponenziale dando origine a nuove specialità quali quelle dell'antincendio boschivo. Il primo velivolo ad effettuare questo nuovo tipo di impiego sarà il C130H con il suo "portobello" a seguire, subito dopo poco, anche i G.222; questa ulteriore attività a favore della comunità verrà svolta con grandi sacrifici (due equipaggi con 8 caduti e 2 velivoli distrutti) sino al mese di maggio 2000.
Il 1º novembre 1985 l'Aerobrigata assume l'attuale nome di 46ª Brigata Aerea. 
Gli uomini della 46ª opereranno dal Circolo polare artico all'Antartide con le missioni a supporto del PNRA "Progetto Antartide" ai soccorsi per le popolazioni terremotate, alluvionate o colpite da carestie un po' in tutto il mondo. Operazioni come la Cambogia del 1984, l'Eritrea del 1985, la Somalia 1992/94, tracceranno un solco indelebile e lasceranno nei suoi uomini ricordi ancora oggi presi ad esempio dalle nuove generazioni del personale.
Sarà sempre durante una delle infinite attività a carattere umanitario e precisamente nella martoriata ex-Iugoslavia che avverrà l'ennesimo sacrificio di un equipaggio. Nel corso della missione UNPROFOR sarà abbattuto un G.222, "Lyra 34", con a bordo quattro aviatori italiani, da due missili contraerei croati sui cieli di Sarajevo mentre da Spalato stava trasportando coperte ed aiuti medicinali ed umanitari. Persero la vita il maggiore pilota Marco Betti, il tenente pilota Marco Rigliaco,  il maresciallo elettromeccanico di bordo Giuliano Velardi ed il maresciallo motorista Giuseppe Buttaglieri, tutti poi insigniti di Medaglia d'Oro al Valor Militare alla memoria.
Con l'arrivo del C-27J al 98º Gruppo, completato nel 2009, crescono le capacità di trasporto tattico della 46ª.

## Missioni all'estero
- (1993-1994) Missione UNITAF (o operazione Restore Hope) in Somalia, fu indetta allo scopo di stabilizzare la situazione nell'ex-colonia italiana a fronte di un crescente stato di anarchia e di grave carestia. Intervennero molti paesi tra i quali gli Stati Uniti d'America, l'Italia, il Belgio, il Pakistan e la Nigeria.

L'Aeronautica Militare, per le operazioni in Somalia, costituì il Reparto Volo Autonomo, in cui la 46ª Brigata Aerea rivestiva un ruolo di spicco con un Gruppo Volo Trasporti dotato di due G-222 che venivano utilizzati nella tratta Mogadiscio-Gialalassi per l'aviolancio di paracadutisti e lancio di viveri in zone non raggiungibili da altri mezzi, oppure molto pericolose per l'incolumità dei nostri militari. Durante il volo, ma specialmente durante la fase del lancio, che per forza di cose avveniva a bassa quota ed a velocità ridotta, i G222 erano scortati da una coppia di HH-3F del 15º Stormo. L'operazione internazionale non ebbe il successo sperato e terminò con il ritiro del contingente ed ancora nel 2013 la Somalia versa nella più totale anarchia, senza un governo centrale con una effettiva autorità, con larghe parti del territorio sotto il controllo di fazioni rivali e insicurezza dei propri abitanti.
- (1999) Missione UNMISET (dall'inglese United Nations Mission of Support to East Timor o INTERFET) a Timor Est, missione di sostegno delle Nazioni Unite volta a consolidare l'indipendenza dello stato asiatico dal Governo Indonesiano.

L'Aeronautica Militare, ha partecipato col il rischieramento di due G-222 della 46ª Brigata Aerea, sulla base australiana di Darwin. I velivoli hanno raggiunto la località, percorrendo 14.000 km in una settimana, compiendo 38 ore di volo effettivo, senza il minimo inconveniente (è utile ricordare che il G222, è un velivolo concepito per medio breve raggio). L'attività dei velivoli italiani, consisteva nel trasportare uomini e mezzi da Darwin a Dili, capitale dell'isola di Timor Est. Ogni velivolo, svolgeva un volo giornaliero di andata e ritorno di circa quattro ore di volo complessive. Facevano parte del contingente italiano, anche una cinquantina di specialisti, per il necessario supporto tecnico-logistico alle missioni di volo.
- (1999-ancora in corso) Operazione Joint Guardian (dal 2004 ha preso il nome di Operazione Joint Enterprise) missione sotto egida ONU e comando NATO intrapresa nel Kosovo per proteggere la popolazione civile dalle forze serbe comandate da Slobodan Milošević.

La 46ª Brigata Aerea, attualmente partecipa attivamente al mantenimento della pace in Kosovo con una cospicua presenza di personale sul territorio kosovaro presso l'Aeroporto di Đakovica "AMIKO" (Aeronautica Militare In KOsovo) costruito ex novo dall'Aeronautica Italiana. La decisione di costruire l'aeroporto fu presa nel giugno del 1999 e iniziati i lavori il 16 agosto dello stesso anno dopo soli 43 giorni, il 29 settembre, poté atterrare il primo velivolo.
- (2021) Operazione Aquila Omnia, Evacuazione di Kabul: nell'Agosto 2021 dopo la caduta di Kabul in mano talebana, la 46ª Brigata Aerea effettua oltre 30 missioni inerenti l'esfiltrazione di personale nazionale e alleato dall'Aeroporto di Kabul verso il Kuwait per il successivo rimpatrio in Italia.

## Organizzazione

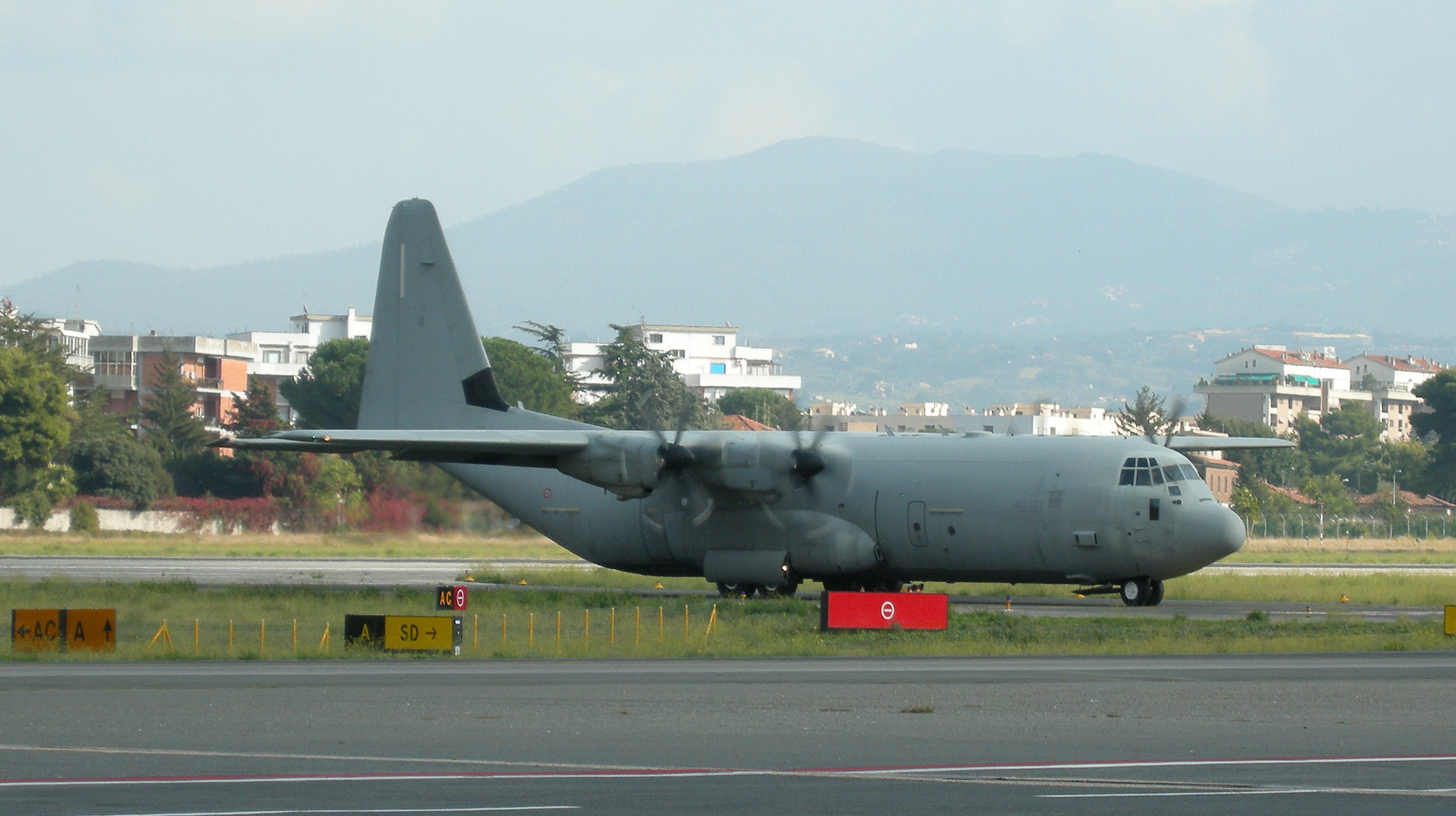
Un Lockheed C-130J della 46ª Brigata sulla pista dell'aeroporto di Ciampino.

Oggi la 46ª è dotata dei nuovi C-130J “Super Hercules” e il C-27J "Spartan" (rispettivamente evoluzioni del C-130H e del G.222) e opera per assicurare la mobilità per via aerea di forze e risorse, mediante la predisposizione, il trasporto e il recupero di personale, equipaggiamenti e rifornimenti, in scenari operativi nazionali e internazionali, a supporto della funzione di intervento e/o presenza dello Stato anche a favore della NATO, dell'Unione europea, dell'Organizzazione delle Nazioni Unite e altri organismi internazionali.
L'Aerobrigata dimostra una molteplicità d'impiego, sia in ambito militare che civile:
- Aviosbarco;
- Aviolancio di personale e materiale;
- Trasporto materiali, mezzi ed equipaggiamenti;
- Trasporto sanitario d'urgenza;
- Trasporto organi per trapianto;
- Trasporto personale biocontaminato;
- Aerosgombero sanitario;
- Supporto équipe mediche;
- Supporto Gruppo di Chirurgia d'Urgenza dell'Ospedale di Pisa;
- Supporto ad altri dipartimenti governativi, come Protezione Civile, Ministero dell'interno o il Ministero degli affari esteri e della cooperazione internazionale;
- Operazioni tattiche;
- Operazioni speciali.

Essa è anche in possesso di velivoli KC-130J per le operazioni di rifornimento in volo. A livello europeo, la 46ª Brigata Aerea è l'unico Reparto in grado di effettuare operazioni HAAR (Helicopter Air-to-Air Refuelling).
Fornisce inoltre costante apporto alla piena operatività dello scalo civile internazionale "Galileo Galilei" presente sull'Aeroporto di Pisa.